# Ilir Berisha
Ilir Berisha, född 25 juni 1991 i Pristina, SFR Jugoslavien, är en kosovoalbansk före detta fotbollsspelare (försvarare).

## Karriär
I februari 2012 värvade Örebro SK Berisha från kosovanska FC Prishtina. När Örebro inför säsongen 2015 valde att inte förlänga kontraktet med Berisha skrev han på ett tvåårskontrakt med Gefle IF. Inför säsongen 2016 gick Berisha till albanska Flamurtari Vlorë.
Den 24 juli 2017 blev Berisha klar för den svenska klubben Västerås SK på ett 1,5-årskontrakt. I december 2018 förlängde Berisha sitt kontrakt med ett år plus option på ytterligare ett år. Optionsåret utnyttjades inte och efter säsongen 2019 fick han lämna klubben.
I december 2019 gick Berisha till Kosovar Superliga-klubben Feronikeli. Han spelade därefter för Vitia. I juli 2021 återvände Berisha till Sverige och skrev på ett 2,5-årskontrakt med Ljungskile SK.
I februari 2023 värvades Berisha av Karlstad Fotboll. I mars 2024 avslutade han sin spelarkarriär och fick samtidigt en roll som tränare i klubbens U17-lag.